# Hacker
Hacker (nebo také white hat hacker) je většinou programátor s velmi dobrými znalostmi stavby operačních systémů a odborník na úpravy a konstrukci počítačových systémů a sítí. Dokáže je výborně používat, ale především upravit podle daných potřeb. Využívá svých znalostí ke zdokonalení systému a hledá chyby za účelem jejich opravy. Zákeřný hacker („Black hat hacker“) využívá své počítačové znalosti a dovednosti k neoprávněnému přístupu do cizích počítačů a sítí s myšlenkou poškození (krádeže) dat resp. soukromých informací. V masmédiích se tento termín používá pro počítačové zločince a narušitele počítačových sítí, ale jejich správné označení je cracker. Oba pojmy jsou často zaměňovány, většinou se používá pouze označení hacker.
K vyjádření pojmu hacker ve smyslu původního významu se používají také termíny geek, guru, nebo nerd. Původní hackeři přispěli velkou měrou k rozšíření počítačové sítě Internet a také k rozvoji svobodného softwaru, např. projekt GNU.
Mezi známé osobnosti patří hacker Richard Stallman (zakladatel hnutí svobodného softwaru) nebo Eric S. Raymond (vedoucí osobnost hnutí open source), také Kevin Mitnick po svém působení jako cracker (byl zatčen v roce 1995), se po roce 2000 začal zabývat poradenstvím v oblasti počítačové bezpečnosti a spolupracoval s firmou Microsoft.

## Historie
Počítačoví hackeři se objevili se vznikem počítačů. Již v roce 1878, po vynálezu telefonu A. G. Bellem, se skupina mladíků „velmi zajímala“, jak telefonní systém funguje. Pronikli do telefonního systému New Yorku a snažili se vytvořit vlastní spojení, aby mohli telefonovat zdarma.

### 60. léta
Na přelomu 50. a 60. let 20. století, před vznikem osobního počítače, firmy a univerzity používaly sálové počítače. Na Massachusetts Institute of Technology se objevili první „počítačoví hackeři“. Jméno přijali od skupiny studentů, kteří si na fakultě hráli s elektrickými vláčky. "Hackovali" (přestavovali) vláčky, konstrukce kolejí a výhybky tak, aby urychlili jejich pohyb a ovládání. Někteří studenti se potom zaměřili na nové mainframy (sálové počítače), které byly na univerzitě předmětem jejich studia.

### 70. léta
70. léta jsou léty „telefonního pirátství“. Telefonní hackeři (piráti) pronikali do telefonních ústředen, aby mohli zdarma telefonovat po celém světě (např. John Draper, známý jako Capn Crunch, ale patřili mezi ně i studenti vysoké školy: Steve Wozniak a Steve Jobs, budoucí zakladatelé firmy Apple).

### 80. léta
V této době vznikaly první elektronické nástěnky, uživatelé měli možnost připojení pomocí modemu přes telefonní linky.
Nástěnky se staly místy, kde se hackeři svobodně potkávali, (ve 21. století lze použít termín on-line) sdíleli a vyměňovali si různé znalosti a informace.

### Rozšíření internetu –⁠ typ hackera
V době rozšiřování internetu po celém světě, byl „typ uživatele - hackera“ zjednodušeně rozdělen na „bílý, šedý a černý klobouk“. Byla to analogie ke starším kovbojským filmům („zlí hoši nosili černé klobouky, kovbojové šedé a hrdinové bílé“). I když s tak jednoznačným rozdělením řada odborníků nesouhlasila (např. Joshua Corman, ředitel IT bezpečnostní firmy Akamai).
Existuje i přesnější rozdělení hackerů do osmi skupin:
- Novic nebo script kiddie má malé znalosti v oblasti IT, nepíše vlastní programy, ale většinou používá ty, které našel nebo vyměnil na internetu. Motivace těchto, většinou mladých lidí je vzrušení a vlastní samolibost. Přejí si být součástí subkultury hackerů, „patřit do party“.
- Cyber-panker je člověk s vyššími technickými schopnostmi, vytváří si vlastní „hackovací“ programy. Většinou přepisuje webové stránky, rozesílá spam nebo zavirované maily. Touží po pozornosti médií a někdy i po finančním zisku.
- Insider je již IT profesionál, pracuje nebo pracoval ve firmě zabývající se počítačovou bezpečností. Motivací bývá pomsta zaměstnavateli. Insider má většinou pocit, že je podceňován nebo nespravedlivě hodnocen, nebo i vyhozen z práce.
- Starý hacker sice nemá kriminální úmysly, ale jeho vztah k osobnímu vlastnictví druhých je diskutabilní. Přebírá ideologii a etiku prvních hackerů (správný hacker neškodí a neničí, pouze rozvíjí svůj intelekt a překonává mentální překážky). Tito lidé mají velmi dobré znalosti jak z oblasti hardwaru i softwaru a jsou tvůrci hackovacích nástrojů, které ale většinou sami nepoužívají, ale poskytují je dalším zájemcům. Jejich motivací je zvídavost a potřeba intelektuálního rozvoje.
- Tvůrce virů patří do zvláštní skupiny, ostatní hackeři je nemají rádi, protože napsat počítačový program (virus) nemá takovou hodnotu jako prolomit systém. Tvůrce virů chce být vidět.
- Zloděj používá hacking jako prostředek k obohacení. Cílem jsou většinou banky, kreditní karty a naivní lidé. Zloděj používá již existující software, odborné znalosti má menší.
- Profesionální zločinec patří do nejnebezpečnější skupiny. Je to profesionál v oblasti IT a pracuje pro organizovaný zločin. Nestojí o popularitu a jeho cílem, kromě finančního zisku, je nebýt dopaden.
- Informační bojovník se snaží na počítačových sítích řešit a předcházet problémům, které vznikají působením předchozích skupin. Je to vysoce kvalifikovaný profesionál v oboru IT, bývá zaměstnancem vlád, bezpečnostních organizací nebo bezpečnostních oddělení velkých společností.[7]

## Hacker v 21. století
Mnoho IT organizací využívá hackerů, kteří odhalují pro firmy chyby, mezery a zranitelná místa v jejich systémech. Např. na počátku 21. století je většina chyb a mezer v produktech společnosti Microsoft nalezena a opravena díky informacím z alternativní bezpečnostní „scény“. Z obavy, že dojde k vydírání, Microsoft za obdržené informace o bezpečnostních chybách neplatí. Dan Kaminsky pracuje jako konzultant pro firmu Microsoft (testuje zdrojový kód nových verzí Windows z hlediska bezpečnostního rizika již o několik let dříve, než se systém začne prodávat. Felix „FX“ Lindner síťový specialista pracuje pro americkou firmu Cisco Systems, který v rámci své práce analyzuje síťové komponenty a hledá chyby.
Někteří odborníci jsou toho názoru, že hackeři zabývající se bezpečností systémů, by měli být za svou práci placeni. Například Halvar Flake zastává názor, že každý má mít možnost se rozhodnout, zda svoji práci zveřejní zdarma, nebo ji prodá, samozřejmě při dodržování existujících zákonů.
Firma Vupen se živí tím, že hledá bezpečnostní mezery v oblasti hardwaru a softwaru, které prodává příslušným výrobcům a její ředitel Bekrar Chaouki patří mezi kritiky některých výrobců softwaru. Bezpečnostní experti si podle něho zaslouží zaplatit za své znalosti a dovednosti.
Čínský „lovec chyb“ Wu Shi pracuje v oblasti webových prohlížečů ( Apple Safari, Google Chrome nebo Internet Explorer) pracuje s výrobci softwaru, jsou-li ochotni zaplatit za vylepšení svých systémů nebo „prodává chyby“ přímo organizacím, zabývajících se bezpečností.

## Etický hacker
Vlivem médií se obsah pojmu hacker od přelomu 20. století velmi změnil. Několik ukázek nadpisů článků:
- Hackeři napadli ... institut plánování, jeho server využili ...
- ... hackeři, kteří napadli Colonial ..., ukradli data ...
- Masivní kybernetický útok. Hackeři napadli ministerstvo ...
- Největšího světového dodavatele masa napadli hackeři ...[8]

Mediální obraz hackera je člověk, který nedovoleně proniká do systému počítačů a počítačových sítí, za účelem získat či měnit data. Jedná se tedy o nelegální aktivitu, kdy v některých případech hrozí i vězení. Ale člověk, který vykonává tuto činnost je podle původní definice cracker.
Proto existují etičtí hackeři, kteří používají naprosto stejné metody a nástroje a s povolením majitele systému se snaží odhalit bezpečnostní chyby, které by mohly být zneužity k infiltraci systému a jejich činnost je legální. Lze je stále častěji nalézt ve službách firem, zabývajících se bezpečností softwaru. Tvůrci antivirových softwarů, počítačoví soudní znalci a další experti by se dali také zařadit do této kategorie.
Firmy, např. bankovní domy a další instituce si najímají etické hackery, kteří jsou schopni ušetřit náklady spojené s nápravou chyb po kybernetickém útoku (např. náklady menší nebo střední firmy ve světě na opravu a restartovaní chodu po kybernetickém útoku mohou překročit desítky tisíc Eur a až 29 % zákazníků přestane používat služby firmy po útoku spojeném s únikem citlivých informací).
Existuje řada firem, která na základě simulace reálného útoku, dokáže odhalit skryté hrozby, identifikovat zranitelná místa a poskytnout detailní přehled o kritických bodech v informačních systémech, webových aplikacích apod. a jsou schopni vytvořit opatření k jejich eliminaci.  